# Jabłowskie Góry
Jabłowskie Góry, Góry Jabłowskie  – pasmo wzgórz morenowych na Równinie Inowrocławskiej o wysokości dochodzącej do 152,3 m n.p.m. (szczyt Jabłowska Góra). Stanowi drugie najwyższe wzniesienie Pałuk po paśmie Chełmianki, a jego wybitność sięga 45 m (od poziomu nurtu pobliskiej Noteci). Jabłowskie Góry znajdują się w zalesionym wielokącie pomiędzy miejscowościami Jabłowo Pałuckie (od niej biorą swoją nazwę), Obielewo, Załachowo a Smerzyn (gmina Łabiszyn, powiat żniński, województwo kujawsko-pomorskie).
Dostęp do Jabłowskich Gór jest możliwy za pomocą dróg leśnych, przy jednej z nich znajduje się ich najwyższy punkt. Zlokalizowano na nim wieżę przeciwpożarową o wysokości 42 metrów (nieudostępnioną do zwiedzania). Kilkaset metrów od niej znajduje się punkt widokowy. W kompleksie leśnym znajdują się także: niewielkie jeziorko,  budynek leśniczówki leśnictwa Załachowo (nadleśnictwo Szubin) oraz aleja 253 lip stanowiących pomniki przyrody w pobliżu Załachowa. Jabłowskie Góry powstały około 12 tysięcy lat temu w wyniku działania lądolodu.